# Suri (alpaca)
Suri, o alpaca Suri, es el nombre con que se conoce a una de las dos razas que componen la especie Vicugna pacos, llamada comúnmente alpaca. La otra raza es la «Huacaya».

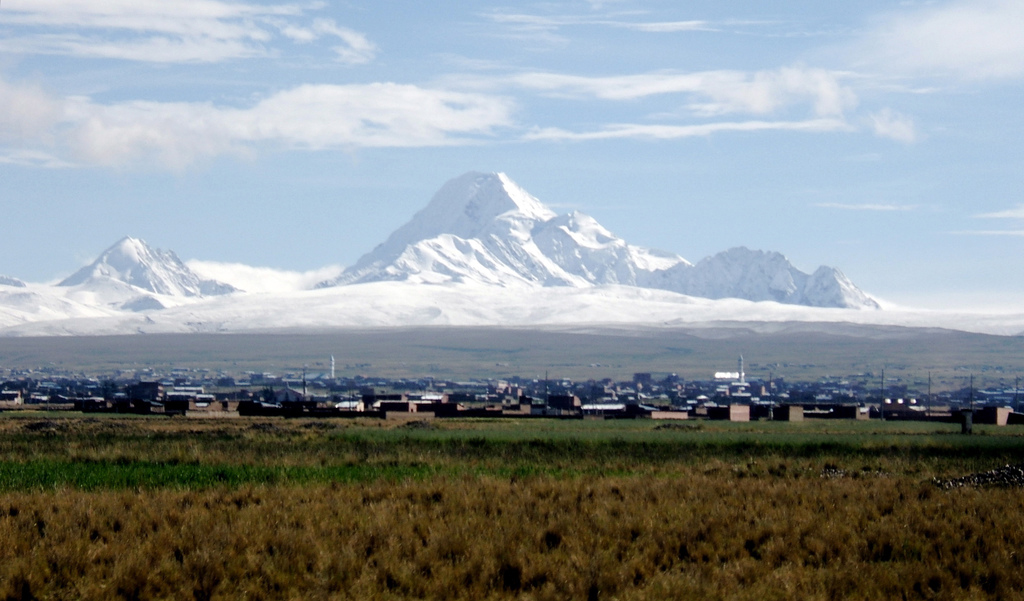
El hábitat original de esta raza; el altiplano andino.

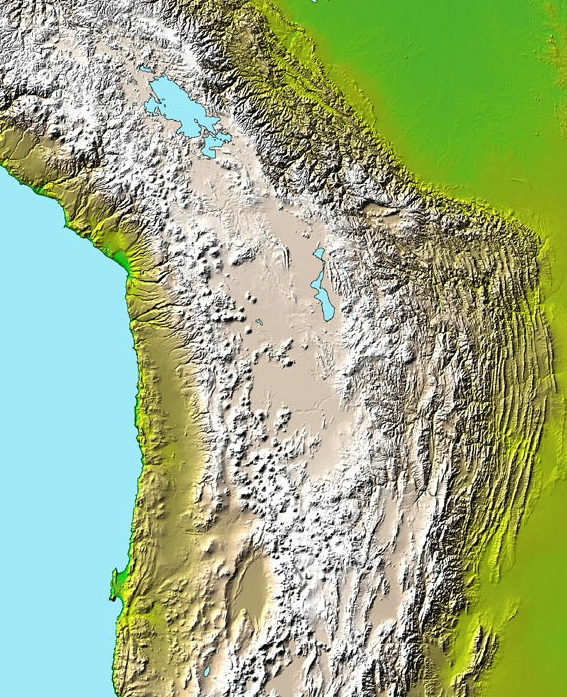
Relieve del altiplano Andino, origen de esta raza de camélidos.

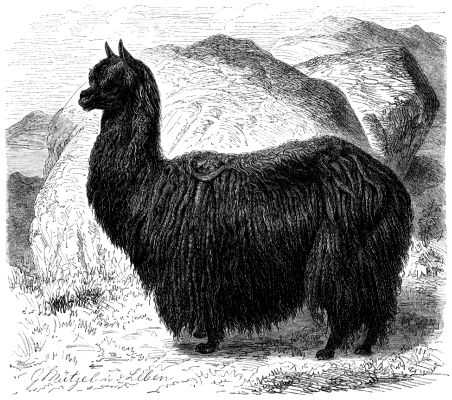
Dibujo de un ejemplar negro de esta raza.

## Caracterización de la raza
Ambas razas se separan fácilmente por sus características fenotípicas. No hay diferencias en el peso, ni de las crías al nacer (de 7,5 a 8 kg) ni de los ejemplares adultos, que pesan alrededor de 70 kg en los machos y 65 kg en las hembras.
Los ejemplares de la raza Suri tienen una apariencia angulosa. La fibra de la suri tiene la apariencia de lacia, pues crece en forma paralela al cuerpo en dirección al piso similar a lo que ocurre con el ovino de raza Lincoln, formando rulos independientes a través de todo el cuerpo a manera de los flecos del mantón de las mujeres altoandinas; posee densidad, sedosidad, suavidad, y lustre mucho más notorios que en la de la huacaya, confiriéndole un aspecto sedoso y brillante. Combina la suavidad del cashmere con el brillo y lustre de la seda.
La fibra de la huacaya, en cambio, crece en forma perpendicular al cuerpo de la alpaca, posee densidad, suavidad, lustre, rizos (crimp) que le confieren un aspecto esponjoso, las mechas de fibra son más cortas en comparación con la suri, con ausencia de suarda que es propio del ovino merino.
Como en la otra raza, en la Suri también se presentan gran variedad de coloración de su pelaje, colores que totalizan 22 capas.

## Población
La población mundial de Suris es muy inferior a la otra raza. Según algunas estimaciones sería de 120 000 ejemplares, lo que representa el 4 % del total de la especie. En el Perú, en cambio, representan el 10 %, del total de las alpacas, por lo que si se extrapolan las cifras representaría un total mundial de 300 000 ejemplares. Allí se argumenta que la Suri soporta peor que la Huacaya las condiciones adversas del altiplano.

## Productos

### Fibra
Su lana está integrada por entre 150 a 170 hebras/mm². Entre los productos que se pueden hacer con la fina fibra de la Suri destacan:
- Ponchos
- Bufandas o chalina
- Chalecos
- Chompas (suéteres, jerséis)
- Colchas

La alpaca Suri de color es aún más rara, ya que domina entre los criadores la Suri blanca. Para fomentar su crianza, se ha implementado un proyecto denominado: «Evaluación, Recuperación y Conservación de la alpaca Suri de Color», en el distrito peruano de Nuñoa, provincia de Melgar en el departamento de Puno.

### Carne
Si bien el objetivo de su crianza no es la obtención de carne, esta es un derivado productivo en calidad de subproducto, ya que su carne es perfectamente comestible y muy proteica. El rendimiento de canal varía entre el 43 y el 63 % del peso vivo, teniendo el Perú un promedio de 55 %. Según algunos autores por la conformación de su textura corporal, la Suri produce menos carne que la Huacaya.